# Kupolugn

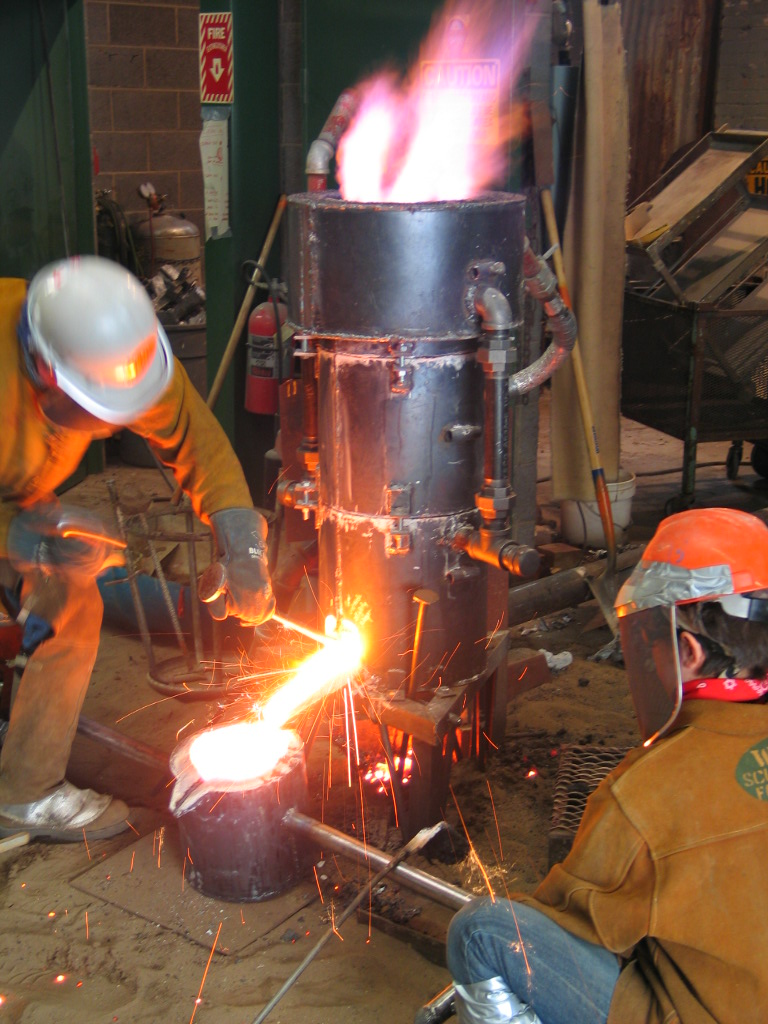
Tappning av en liten kupolugn.

En kupolugn är en ugn i form av ett cylindriskt schakt byggt av eldfast tegel infodrad med eldfast material. Kupolugnen är en ugn för kontinuerlig smältning av gjutjärn. Efter att man har tänt ugnen lastas järn och kol upptill. Detta kallas att beskicka. Efter ett tag när kolen har tagit sig blåser man in luft genom rör (formor) i den nedre delen av ugnen tills järnet börjar smälta. Därefter öppnar man ett mindre hål i botten på ugnen varur järnet rinner in i en skänk, och efterhand som det smälta järnet rinner ur ugnen så fyller man på ugnen upptill med järn och koks samt en smula kalksten. Kalkstenen tillsätts för att separera slaggen från järnet. En kupolugn har vanligtvis en höjd av 3-5 meter och en diameter av 1-2 meter. En kupolugn får luft från en blåsmaskin.